# Fritz Dietrich
Fritz Dietrich, noto anche con lo pseudonimo di Emil Diedrich (Lavarone, 6 agosto 1898 – Landsberg am Lech, 22 ottobre 1948), è stato un militare tedesco, ufficiale delle SS e membro del partito nazista. Conseguì il dottorato in chimica e fisica. Fu impiccato per crimini di guerra nel 1948.

## Biografia

### Carriera
Nel 1941, Dietrich ricoprì il grado di Obersturmbannführer nelle SS. Dal settembre 1941 al novembre 1943 prestò servizio come comandante locale delle SS e della polizia a Liepāja, in Lettonia: queste unità al suo comando furono protagoniste di numerosi massacri di civili a Liepāja, per la maggior parte di etnia ebraica. L'episodio con il maggior numero di vittime ebbe luogo in tre giorni da lunedì 15 dicembre a mercoledì 17 dicembre 1941. Il 13 dicembre il quotidiano Kurzemes Vārds pubblicò l'ordine di Dietrich che richiedeva a tutti gli ebrei della città di rimanere nelle loro residenze lunedì 15 dicembre e 16 dicembre 1941, facilitando così le operazioni di rastrellamento e sterminio.

## Processo per crimini di guerra
Dopo la seconda guerra mondiale fu processato e condannato a morte per crimini di guerra, ma non per le sue azioni in Lettonia. Dietrich ordinò la fucilazione di sette prigionieri di guerra alleati che si erano paracadutati dagli aeroplani intercettati. Nel 1948 Dietrich fu impiccato nella prigione di Landsberg, la stessa prigione in cui Hitler era stato incarcerato per il suo coinvolgimento nel putsch di Monaco del 1923. Il processo nei confronti di Dietrich e di altri imputati furono parte dei processi per crimini di guerra meglio noti come i processi di Dachau.